# Руанда
Руа́нда (руанда , англ. , фр. и суахили Rwanda), официальное название — Респу́блика Руа́нда (руанда Repubulika y'u Rwanda, англ. Republic of Rwanda, фр. République du Rwanda, суахили Jamhuri ya Rwanda; до 1991 года — Руандийская Респу́блика) — государство в Восточной Африке. По оценочным данным на 2024 год население составляет 14,2 миллиона человек, территория — 26 338 км², плотность населения — 517,2 человека на км².
Столица — город Кигали. Официальных языков четыре — руанда, английский, французский и суахили.  Унитарное государство, президентская республика. Пост президента с 2000 года непрерывно занимает Поль Кагаме.  Подразделяется на 5 провинций, состоящих из 30 районов. 
Республика располагается в центре Африки к югу от Сахары (самая западная часть восточной Африки), в районе Великих Африканских озёр. Не имеет выхода к морю. Руанда граничит с Демократической Республикой Конго на западе, Угандой на севере, Танзанией на востоке и Бурунди на юге. 
Народ страны, ньяруанда (по государственной принадлежности — руандеры), в честь которого она и получила название , состоит из трёх национальных групп — наиболее многочисленных хуту, составляющих около 15 % населения тутси и малочисленных пигмеев тва. Большая часть населения — христиане, примерно одинаковое количество людей исповедует католичество и различные ветви протестантизма. 
Преимущественно аграрная страна, но с относительно быстро растущей экономикой. Объём ВВП по паритету покупательной способности на 2020 год — 33 миллиарда 455 миллионов долларов (около 2641 доллара на душу населения). Денежная единица — руандийский франк. 
Заселение территории страны произошло не позднее последней ледниковой эпохи. С середины XIV века на территории образовались несколько племенных «княжеств», которые к концу века слились в единое «королевство» под властью тутси. В дальнейшем на территорию пришли европейцы во главе с британским генералом Джоном Спиком, а позже завоевали немцы. По итогам Первой мировой войны территория «королевства» перешла в качестве мандатной территории Бельгии. Независимость страны провозглашена хуту 1 июля 1962 года, через год после фактического окончания революции. 11 лет спустя произошёл военный переворот. В 1990 началась гражданская война, которая привела к одному из крупнейших геноцидов в истории и последующему установлению власти Руандийского патриотического фронта тутси. 
Руанда является членом АКТ, АБР, Африканского союза, ЭССВО, COMESA, ВАС, ООН, ВТО, Содружества наций, Движения неприсоединения и множества других международных организаций.

## Этимология
Государство образовано в 1962 году путём разделения подопечной территории ООН Руанда-Урунди на два независимых государства — Руанду и Бурунди. Топоним «Руанда» происходит от этнонима руанда (ньяруанда) — названия наиболее многочисленного народа страны. Из какого языка произошло это слово доподлинно неизвестно. Из-за холмистого ландшафта страна имеет прозвище «Земля тысячи холмов» (фр. Pays des Mille Collines, руанда Igihugu cy’Imisozi Igihumbi. Ранее холмами назывались общины племён хуту и тутси).

## Физико-географическая характеристика

### Географическое положение
Руанда расположена в центре Африки, к югу от экватора, по классификации ООН относится к региону Восточная Африка. Площадь страны составляет 26 338 км², она является одной из самых маленьких стран мира, занимая 45 место в Африке и 154 место в мире. Страна не имеет выхода к морю. Столица государства — Кигали — располагается на расстоянии 1900 километров от Атлантического океана и на расстоянии 1100 километров от Индийского.
Протяжённость границ Руанды с другими государствами составляет 893 километра. Самая длинная граница пролегает на юге, где страна граничит с Бурунди, по большей части по рекам Кагера и Аканьяру. По той же реке Кагера пролегает граница на востоке с Танзанией общей протяжённостью в 217 километров. На западе страна граничит с ДРК, большая часть границы проходит по акватории озера Киву и по реке Рузизи. Длина этой границы также составляет 217 километров. Самая короткая граница Руанды — на севере, с Угандой, её протяжённость составляет 169 километров.

### Геологическое строение
Страна расположена по большей части на северо-западной части Восточно-африканского плоскогорья. Оно представляет собой купол, который образовался из-за поднятия Африканской платформы в мезозойскую и кайнозойскую эру. Платформа является комплексом сланцевых, слюдовых и гнейсовых пород с включением кварцитов, которым около 1,25 миллиарда лет. Встречаются гранитные массивы с вкраплениями пегматитов. На территории страны находятся вулканические образования времён раннего кайнозоя.

### Рельеф
Руанду нередко называют «страной тысячи холмов». Это связано с тем, что большая часть территории страны действительно представляет собой холмистую местность, ведь государство расположено на холмистом плоскогорье, в 1400—2000 метров над уровень моря (средняя высота — 1598 метров). Холмы достигают в высоту 200—600 метров. Вдоль западной границы страны располагается достаточно узкий горный хребет — Конго-Нильский гребень. Западная сторона гребня характеризуется крутым падением, восточная же спускается достаточно плавно. Самая низкая точка Руанды — река Рурузи, 950 метров над уровнем моря. Самая высокая — вулкан Карисимби, высотой в 4519 метров.

### Внутренние воды
На территории страны находится большая сеть рек и речушек, по большей части не являющихся судоходными. Все реки страны принадлежат к двум основным бассейнам — Нила и Конго. К первому принадлежит самая крупная река страны — Ньябаронго. У неё есть несколько притоков. Объединившись с ними, она разворачивается на 130 градусов и направляется на границу с Бурунди. Там она впадает в реку под названием Кагера Эта река также очень полноводна — её сток составляет до 1500 км/сек. Она впадает в озеро Виктория. Ко второму бассейну относится река Рузизи и её крупный приток — Румпунгве. Река падает вниз по жёлобу на высоту до 800 метров, образуя множество водопадов и порогов. Пройдя 135 километров, она впадает в другое крупное озеро — Танганьика, самое длинное пресноводное озеро мира.
На территории страны находится несколько других крупных озёр. Самым крупным из них является Киву, однако большая его часть принадлежит не Руанде, а ДРК. С руандийской стороны озера находится пять городов. Также стране принадлежат (совместно с Бурунди) озёра Чохоха Южное и Ругверо. Во внутренних районах Руанды также расположено множество озёр. В целом водная поверхность составляет 5,3 % от общей площади страны, 1670 квадратных километров.

### Полезные ископаемые
Основными полезными ресурсами страны являются золото, касситерит, вольфрамовые руды и метан. По мнению геологов, страна находится в зоне вулканической активности, на границе континентального разлома. Освоение касситерита (олова) начали ещё бельгийцы в 1930—1950-е годы. Запасы — 65 тысяч тонн на 2012 год, основным месторождением является Рутонга (на севере от столицы страны). В стране также есть одни из крупнейших на континенте запасов вольфрама — 6 тысяч тонн. Бо́льшая его часть находится в месторождении Ронги. Помимо этого в стране находятся запасы оксида бериллия — 30 тысяч тонн на 2012 год, а также на севере страны открыты месторождения колтана на территории «Парка Вулканов». Ещё в стране есть запасы полевых шпатов и каолина. Залежи золота в целом небогаты, их добывают по горным рекам. Помимо этого есть и залежи драгоценных камней — сапфиров и топазов в Национальном парке «Ньюнгве». Они оцениваются как скромные.
По оценке международных инстанций и иностранных специалистов, действующее правительство в ходе войны на территории соседней ДРК ведёт незаконную разработку многочисленных полезных ископаемых республики. Эти ресурсы они называют одной из важнейших причин успеха экономической политики Кагаме.

### Почвы
Почвенный покров в Руанде достаточно разнообразен, он отличается на холмах, в горах и в низинах. На высоких холмах, в горах и на крутых плоскогорьях, особенно там, где идёт активная вырубка лесов и кустарников, слой тонок и подвержен эрозии. Между Конго-Нильским гребнем и рекой Ньябаронго располагается саванна, где почвы в основном каменистые, с низким количеством гумуса.
В речных низинах же всё наоборот. Благодаря тому, что запасы плодородной почвы постоянно пополняются естественным сходом с вершин, её слой значителен. Руанда является страной с преимущественно аграрной экономикой, и такие почвы позволяют выращивать полезные культуры круглый год, хотя и при необходимости дренажа и орошения в соответствующие периоды.
Вдоль рек располагаются почвы со значительным количеством ила, также являющиеся очень плодородными. Самой плодородной территорией Руанды является северо-запад вдоль гряды Вирунга. Помимо этого в стране есть и чёрные тропические почвы — в долине реки Рузизи.

### Климат
Руанда расположена близ экватора. Климат характеризуется преимущественно как тропический (иногда как экваториально-муссонный), мягкий и умеренный. При этом среднегодовая температура воздуха тут обычно невысокая благодаря расположению на высокогорье. Вокруг страны находятся горы, которые препятствуют проникновению горячих ветров.
В стране идут два сезона дождей — с февраля по апрель и с ноября по январь. На территории Руанды находится большое количество водных ресурсов. Это, как и расположенность страны в регионе Великих африканских озёр обеспечивает высокую относительную влажность воздуха. Среднегодовой уровень осадков — 785 миллиметров.
Среднегодовая температура — +18—20 градусов по Цельсию. Самая высокая температура в августе, поднимается в среднем до 28 градусов. Самая низкая — в горах Конго-Нильского гребня, но даже там не опускается ниже +10 градусов ночью.

### Флора и фауна
Растительный мир
Растительность в стране представлена преимущественно влаго- и теплолюбивыми растениями. Ввиду активной сельскохозяйственной разработки земель видовое разнообразие растительного мира значительно сократилось. Вместо сельв с на территории страны ныне преимущественно невысокие редколесья посреди саванн. Основными видами растений являются баобабы, акации, ядовитые молочайные деревья, тамаринды, масличные и рожковые породы деревьев.
На склонах Конго-Нильского гребня растёт множество растительности, которые образуют чётко выраженные пояса. Нижний пояс — тропический, с множеством деревьев, лишаёв, лиан, мхов. Здесь же встречается 135 видов папоротников на 2012 год. Выше идёт уже субтропический пояс — вересковые вечнозелёные густые заросли. Дальше находится пояс альпийских лугов, который заполняют лобелии и крестовники. Подстилка этого слоя состоит из мха и торфа, а влага, которую они накапливают от поднимающихся в горы туч, служит источником образования горных рек.
На берегах и мелководьях озёр, речек и речушек растёт папирус вместе с тростником и влаголюбивыми кустарниками.
Животный мир
Из-за высокой плотности населения страны (почти 500 человек на квадратный километр), крупные животные в большинстве своём обитают только в заповедниках и национальных парках. При этом в дикой природе на 2012 год ещё живёт небольшое количество лесных слонов, бегемотов и крокодилов. На ровных площадях африканской саванны пасутся небольшие стада зебр, а также обитают другие животные — жирафы, бородавочники, буйволы и антилопы. Вместе с ними живут хищники — гиены, шакалы и лесные собаки, а также приходящие из заповедников соседних стран гепарды, леопарды и львы.
На опушках в лесах живёт множество ядовитых змей — чёрная мамба, несколько видов гадюк и кобры. Близ воды же находит своё убежище гигантский питон, чья крепкая кожа ценится не меньше крокодильей и используется во множестве изделий ручной работы.
На территории страны обитает большое количество перелётных и местных птиц — аисты, фламинго, ибисы, марабу, пеликаны, чайки и множество других — всего до 275 видов. В реках, где гнездятся большинство из перечисленных птиц, обитают водяные змеи, саламандры, лягушки, пиявки и другие влаголюбивые создания. Из рыб наиболее распространены три вида — Ндагала (сельдевые), тилапии (карповые) и большие нильские окуни.
В стране живёт и множество вредных для человека и его жизнедеятельности созданий — грызуны, а также тараканы и прочие насекомые, в том числе переносчики опасных заболеваний — малярийные комары и мухи цеце, а также периодически истребляющая посевы саранча.

### Экологическая обстановка
Руанда является участницей ряда природоохранных международных соглашений: по охране разнообразных биологических видов; по охране редких видов; по борьбе с обезлесением; по борьбе с изменением климата; о запрете ядерных испытаний.
В 2006 году, в отчёте для Европейской комиссии правительство Руанды заявило, что в течение пары лет собирается отказаться от пластиковых пакетов. В 2008 году Руанда стала одной из первых стран мира, где был введён запрет на их использование
На 2012 год в Руанде осталось лишь 10 % лесных массивов из тех, что ранее были в стране ввиду их активной вырубке и расширения сельскохозяйственных угодий. При этом большая часть сохранившихся лесов находится или в заповедниках, или в малопригодных для жизни человека горах. Помимо этого в стране существует проблема обеднения почв, а также широко распространено браконьерство.
На территории страны находится три национальных парка общей площадью около 3630 км², что составляет порядка 13,8 % территории страны. Наиболее мелкий из них — «Парк вулканов» площадью около 160 км² является старейшим парком страны и одним из старейших в Африке. В этом парке находятся 4 высокие горные вершины, включая самую высокую точку в стране — вулкан Кирасимби. Рядом с ним, в горных лесах живут одни из самых редких приматов мира, которых можно увидеть только в двух странах — в Руанде и Уганде — чёрные горные гориллы (всего около 300 особей на 2012 год в Руанде и 650—700 по всей Африке). Изучать их в XX веке сюда приезжала Дайан Фосси, которая основала здесь исследовательский центр. О её жизни был снят документальный фильм «Гориллы в тумане». Раз в год здесь проводится церемония «имяречения горилл», посмотреть на которую приезжают люди со всего мира и с каждым годом их количество только растёт. Несмотря на то, что местные жители относятся к животным как к кузенам, среди руандеров распространено мнение о том, что мясо этих существ крайне полезно для здоровья и обладает целебными, практически магическими свойствами. Поэтому оно очень ценится, и, несмотря на запрет, охотники продолжают поставлять мясо горилл на рынки страны.

## История

### Доисторическая Руанда
Племена охотников-собирателей заселили территорию современной Руанды, как и все земли вокруг Великих Африканских озёр, не позднее последней ледниковой эпохи, в промежутке между началом или серединой неолита и 3000 годом до нашей эры, то есть концом Африканского влажного периода. Они считаются предками тва, самого древнего и ныне самого малочисленного народа страны. Согласно археологическим раскопкам, на территории страны в каменном веке существовали лишь редкие стоянки. Во времена века железного количество поселений значительно возросло, а племена, жившие здесь, занимались ещё и ремёслами, о чём свидетельствуют найденная керамика и железные орудия труда.
В 2000 году до нашей эры с юга мигрировали племена, говорящие на языках банту. В отличие от ремесленников и охотников-собирателей, заселявших территорию ранее, они были уже земледельцами, поэтому стали активно вырубать леса региона Великих Африканских озёр под посевы. В поисках новых, более плодородных земель эти племена вели экспансию из южной Африки ближе к экватору. Будучи не в силах противостоять захватчикам прежнее население покинуло земли, перебираясь на север современной Руанды, в леса. Относительно того, кем были мигрировавшие банту есть две теории. Согласно первой из них, этими племенами «первой волны» были хуту или их предки, а тутси — это пришедшие значительно позже племена завоевателей с севера, из района притоков Нила. То есть последние принадлежат к иной подрасе негроидной расы нежели хуту (вероятно, хамиты). В пользу этой теории говорит также и то, что хуту являлись земледельцами, а тутси — скотоводами. Согласно другой версии, мигрировавшие небольшими группами племена банту являются предками как хуту, так и тутси. Изначально будучи разобщены, они постепенно слились в единый народ. Таким образом, исходя из этой теории, все сложившиеся между хуту и тутси различия являются не расовыми, а лишь классовыми, связанными с тем, что вторые стали править первыми. Действующее правительство страны придерживается второй теории. В целом же этот вопрос остаётся крайне дискуссионным, у научного сообщества нет и очень давно не существует единого мнения на этот счёт. Так или иначе, уже к XVI веку две основных этно-племенных группы, хоть и считали себя разными, но были родственными — они говорили на одном языке из группы банту, носили одинаковые имена и активно смешивались, вступая в брак друг с другом.

### Основание государств в районе Великих озёр
Изначальной формой организации племён по всей территории Великих озёр были кланы (руанда ubwoko). Кланы на территории Руанды не были разделены по этно-социальному признаку, в каждом из них были представители всех трёх этно-племенных групп. К началу XV века клановая система начала повсеместно вырождаться, и на территории Великих озёр один за другим образовывались «королевства». Спустя 300 лет их насчитывалось уже 8. Правителями большинства государств были хуту.
На территории Руанды с середины XIV века существовало три племенных «княжества» под руководством тутси. Ими правили вожди называвшиеся убуира, что с местного языка переводится как «Олицетворение божественной тайны» или «Обладающий тайными божественными знаниями». Первое полноценное феодальное государственное образование, объединившее все территории современной Руанды, появилось к 1500 году посредством слияния в конфедерацию этих трёх племён. Теперь их правитель носил титул Мвами — «Посредник». Но это государство было слабо по сравнению с соседними Гисака и Бугереса. Член династии, правящей «королевством» Гисака, убил мвами Руанды Руганзу I Мгимбу, но сын и наследник последнего, Килима I смог расширить территорию страны за счёт завоевания «королевства» Бугереса. В дальнейшем, между XVI и XVII веками, «королевство» Руанда оккупировали войска Уньоро, которое располагалось на территории современной Уганды. К 1740 — 50-м годам независимость была восстановлена, и Руанда стала доминирующим государством региона. Территориального апогея она достигла через сто лет после этих событий, в период правления короля-воина Кигели Рвабугири (он же Кигели IV), который смог расширить территорию «королевства» почти втрое, завоевав несколько соседних государственных образований, и начал далеко идущую земельную реформу. Доминирующая роль тутси в обществе была несколько снижена: хуту передали часть скота и земель тутси, пригодных для сельского хозяйства, в обмен на работу в угоду тутси (ранее хуту были практически бесправны, жили общинами и практически не имели имущества). Введённая мвами система напоминала барщину и на местном наречии называлась убуретва (руанда uburetwa) — хуту работали безвозмездно 2 дня в неделю на своего хозяина из тутси. К тому же «королевство» во времена Кигели IV стало полноценным скотоводческим феодальным государством, в котором земледелие, традиционное занятие хуту не играло большой роли. Хуту считали себя униженными после реформы, ведь ранее, ничего не имея из имущества, они хотя бы не были прислугой у тутси. К тому же тутси и хуту отныне было фактически запрещено вступать друг с другом в брак: единичные случаи могли караться изгнанием или смертью. Тва в то же время чувствовали себя лучше хуту, так как они не подвергались дискриминации, а некоторые из них даже были приближёнными мвами. Однако они считаются карликовым народом, слабы физически и издревле имеют малочисленное потомство, в связи с чем их количество всю историю «королевства» лишь сокращалось.

### Европейское открытие и колонизация страны. Колониальная эпоха
Европейцы открыли Руанду в 1861 году, когда офицер британской армии и географ Джон Спик посетил земли близ Великих Африканских озёр. Он упоминал высокоразвитое (даже по меркам остального мира) «государство негров», в котором люди жили достаточно богато и обеспеченно, но вход для иностранцев туда был закрыт. Руанда на тот момент была сильным феодальным государством с собственной армией, в которой важную роль играли военные вожди, напрямую подчинённые мвами. Её создал ещё Рвабугири, однако противостоять технически более развитым европейцам эти войска всё равно бы не смогли.
В 1884 году ведущие державы Европы провели в Берлине конференцию, на которой закрепили границы раздела Африки. После этого на территорию Руанды и в близлежащие «княжества» начались европейские экспедиции. Первым из тех, кто сумел проникнуть на территорию «королевства», стал австриец Оскар Бауман. Официально он искал истоки Нила, на деле же исследовал тропическую Африку, которая должна была достаться Германии. После окончания разведки Оскара назначили губернатором Занзибара. Следом на землю Руанды вступил Густав Адольф фон Гетцен, который прибыл с войском в 620 человек и даже сумел побывать на приёме у мвами, предложив ему добровольно перейти под протекторат Германии. Мвами отказался, что привело к государственному перевороту, первому в истории страны. На трон сел Юхи V Мусинга, добровольно признавший протекторат кайзера. Законодательно его закрепили 22 марта 1897 года. Немцы осуществляли на этой территории опосредованное военное правление, наладив «вертикаль власти от короля до вождя».
Так продолжалось пока не началась Первая мировая. 31 августа 1915 года Бельгия, входившая в Антанту и воевавшая с входившей в Тройственный союз Германией, вторглась в земли Германской Восточной Африки и к следующему году взяла значительную часть этой территории под свой контроль, установив здесь свою администрацию. Как писал французский академик и специалист по региону Великих Африканских озёр Жан-Пьер Кретьен, бельгийцы, к которым территория окончательно перешла благодаря победе в Первой мировой в составе Антанты, управляли страной более жёстко, чем немцы: они лишили всех местных вождей привилегий, установили здесь своих губернаторов, и под мандатом Лиги наций управляли сами, централизовано и без посредников. Однако историк-африканист Кэтрин Ньюбери писала о том, что власть мвами оставалась незыблемой и все чиновники, что управляли провинциями, назначались лишь с его согласия. Главы низших субъектов теоретически зависели от них, однако де-факто ими тоже напрямую управляли мвами, а резиденции губернаторов управлялись его жёнами или наложницами, то есть в каждом округе было минимум по три должностных лица, что напрямую зависели от короля. Так или иначе, на языческой территории резко возросло влияние католической церкви, которую активно насаждали колонизаторы. В послевоенной центральной Африке был крупномасштабный голод, с которым бельгийцы боролись многочисленными дотациями, попутно пытаясь улучшить на территории экс-«королевства» качество медицины и сельского хозяйства. Бельгийцы сотрудничали с тутси, сохранив немецкую систему управления, ставя вторых в ещё более зависимое положение нежели когда «королевство» было полностью независимо. Они же внедрили в систему управления страной удостоверения личности с указанием национальности в отдельной графе без возможности её изменения, что сделало национальные прения ещё более частыми и жёсткими. До этого разницы между хуту и тутси были более социально-политическими, нежели этническими, и люди могли «переходить из одной национальности в другую»: разбогатевший хуту имел возможность примкнуть к правящей элите и стать тутси, а обедневшие тутси нередко становились хуту
13 декабря 1946 года Организация Объединённых Наций объявила, что Руанда-Урунди получает особый статус «подопечной территории». Она осталась под контролем Бельгии, которую та должна была подготовить к независимости в рамках программы деколонизации. Бельгийцы ввели управляющий совет, появились демократические институты и многоуровневая административная система. На проведённых первых демократических выборах победили хуту. Одновременно с началом ухода европейцев с «Чёрного континента» по всей Африке обострились антиколониальные движения преимущественно националистического толка. Хуту создали в колонии несколько крупных национал-консервативных политических партий, которые победили на новых выборах, получив более 70 процентов голосов. Тогда бельгийцы встали на их сторону, заявив о «детутсизации» колонии. В 1959 году произошла социальная революция, в ходе которой хуту, врываясь в дома своих оппонентов, убили около 100 тысяч человек. 1 июля 1961 года бельгийцы провели референдум, по результатам которого упразднили монархию. Её восстановление, по мнению хуту, могло снова привести к господству тутси.

### Под властью хуту
В следующем году бельгийцы освободили Руанда-Урунди от колониального владычества и разделили её на две части — Руанду и Бурунди. Правящая отныне в Руанде националистическая партия хуту — «Пармехуту» (во главе которой встал Грегуар Кайибанда) установила 1 июля как государственный праздник, названный «Днём спасения». Тогда же правительство хуту провело первые массовые репрессии против тутси, вынуждая множество из последних бежать в соседние страны. Именно эти беглецы позже создали на территории Уганды Руандийский патриотический фронт (РПФ), который развязал гражданскую войну. В 1964 году Кайибанда официально запретил создавать партии, которые продвигали бы интересы тутси, и ввёл 9 % квоту (то есть не более 9 % от общего числа) на количество представителей этой национальности в учебных заведениях и на государственной службе. Ограничения коснулись и армии: тутси отныне не могли становиться офицерами, а мужчинам-хуту вновь запретили вступать с женщинами-тутси в брак (в колониальные времена бельгийцы и немцы не возражали против этого). В государственных (а нередко и в частных) СМИ силами пропаганды тутси выставлялись чуждой Руанде нацией, которая была ответственна за все беды страны. К этому же году только по официальным данным около 336 тысяч тутси эмигрировали за пределы страны; из них не менее 200 тысяч в Бурунди, где установился дружественный им политический режим. Оттуда вооружённые группировки беженцев устраивали нападения на приграничные районы, стремясь свергнуть режим «Пармехуту» и вернуться на родину.
В декабре 1963 года произошло вооружённое нападение на руандийский военный лагерь в Бугесере. Группа промонархически настроенных тутси предприняла попытку вернуть власть своей нации и свернуть режим, установленный Кайибандой. Им удалось захватить два лагеря, после чего, когда их численность за счёт местного населения возросла до 1—7 тысяч человек, повстанцы направились на Кигали. Однако подразделениям руандийской армии удалось их перехватить в 19 километрах к югу от Кигали. Последовало сражение, в котором войска тутси были разбиты, потеряв несколько сотен бойцов. На одном из трупов властям удалось обнаружить якобы написанный мятежниками список местных чиновников, которых повстанцы хотели привести к власти в случае победы. Историк из Оксфорда Джеймс Корни считает этот документ вымыслом, поскольку между мятежниками и оставшимися в стране не было близких отношений. После этого нападения власти устроили жестокую расправу над тутси. Точное количество убитых определить сложно. Данные источников колеблются от одной до двадцати тысяч человек. Расправа началась с внутренних чисток. После Кайибанда наделил людей, которых назначил в каждую префектуру, чрезвычайными полномочиями по защите, включая обязанность организовать «ополчение самообороны» хуту. 23 декабря начались убийства мирных жителей, состоявшие, в том числе, из актов крайней жестокости. Многие тутси бежали из страны в попытке спастись от насилия. Когда до международной общественности дошла информация о произошедшем, она вызвала волну удивления и отвращения. В газетах выходили статьи, обвинявшие режим в геноциде. В научной среде единого мнения по этому поводу нет. Одни описывают заявления о геноциде как неправильные, ложь и пропаганду, другие называют происходившее «этническими чистками», третьи пишут, что был велик риск геноцида, но до него не дошло, четвёртые же, порой в ретроспективе, напрямую называют это геноцидом.
5 июля 1973 года генерал-майор Жювеналь Хабьяримана, министр обороны страны, устроил военный переворот. Он арестовал Кайибанду, распустил его партию и организовал свою — «Национальное революционное движение за развитие» со слоганом «Мир и национальное единство». Эта партия стала единственной законной в стране, к ней должен был принадлежать каждый гражданин. Придя к власти Хабьяримана установил курс на «планируемый либерализм» — сочетание госрегулирования со свободной частной инициативой. Развитие страны планировалось за счёт внешних источников финансирования, в основном со стороны стран Западной Европы и США. Установленный режим по итогу отличался авторитаризмом, иногда его называют тоталитарной диктатурой.
Хабьяримана не остановил репрессии против тутси. Более того, его политика стала ещё более националистической, нежели у его предшественника, поскольку унижениям и маргинализации подверглись и немногочисленные тва. Существует мнение, что одной из важных причин происходящих в стране событий являлась перенаселённость территории — количество людей на ней увеличилось с полутора до семи миллионов человек к 1990 году, всего за 55 лет, и всем им стало не доставать ресурсов. К этому моменту, под давлением союзной Франции, Хабьяримана произвёл демонтаж однопартийной системы, однако президентская партия оставалась доминирующей, а большая часть оппозиции была номинальна.

### Гражданская война и геноцид
В том же 1990 году в стране разместились солдаты Французского иностранного легиона и солдаты Заира в количестве 300 человек. Они вели охрану президента и его дворца по его просьбе. В том же году эмигранты-тутси во главе с Полем Кагаме объединились в единую боевую группу — РПФ. Изначально она служила президенту Уганды Милтону Оботе, но позже подняла против него восстание, поддержав претендента на пост Йовери Мусевени и его «Национальную армию сопротивления». Успешно окончив гражданскую войну здесь, Кагаме обратил внимание на свою родину Руанду. Его группа насчитывала 500 тысяч человек, способных носить оружие. Решив, что шансы достаточно велики, Кагаме вторгся в Руанду.
В течение трёх последующих лет шли бои, в основном удачные для РПФ. Хабьяримана был вынужден сесть за стол переговоров с Кагаме. Он согласился прекратить репрессии и должен был принять всех тутси обратно в страну, обеспечив их жильём. Были подписаны так называемые «Арушские соглашения», которые враждующие стороны выработали при содействии Африканского Союза. Однако этим соглашениям было не суждено вступить в силу, поскольку 6 апреля 1994 года президента убили — самолёт с ним потерпел крушение, будучи сбит из ПЗРК. Точная личность заказчика на 2018 год по-прежнему не установлена. Изначально в убийстве обвинили экстремистов хуту. Позже испанский и французский судьи в своём отчёте назвали виновными РПФ. В 2010 году была проведена баллистическая экспертиза, которая подтвердила изначальную версию о том, что виноваты экстремисты хуту. Однако окончательно от версии виновности РПФ отказались лишь в 2018 году ввиду отсутствия каких-либо доказательств. В том же году канадский учёный-политолог и специалист по геноциду Джеральд Каплан в своей статье 2018 года заявил, что «доказательства» судей в целом были сомнительными и тенденциозными, а также обвинил их в использовании источников только одного толка — настроенных против Кагаме. Помимо этого Каплан отметил свидетельства очевидцев, что радикалы в правительстве неоднократно угрожали Хабьяримане убийством в журналах и на радио.
Радикалы из числа хуту немедленно отреагировали на происходящее. На территории страны начался геноцид, который официальное правительство страны называет «геноцидом против тутси». В течение первых 24 часов захвативший власть полковник Теонесте Багосора с помощью президентской гвардии расправился со всеми оппозиционно настроенными хуту в правительстве. За время геноцида радикалы убили от 200 тысяч до миллиона человек в основном из числа тутси и умеренных хуту, что не хотели участвовать в расправах. Истребление сопровождалось массовыми изнасилованиями и жестокостью, в него была вовлечена большая часть населения страны Согласно канадскому политологу и юристу Сьюзен Томсон, непосредственно убили по разным данным от 175 до 250 тысяч человек, которых РПФ назвал главными виновниками трагедии. Длился этот процесс ровно 100 дней. Семьи хуту, жившие бок о бок с тутси, знавшие о национальности соседей и ранее с никогда не враждовавшие, в те дни беспощадно с ними расправлялись. Геноцид не встретил сопротивления со стороны официальных властей Руанды: они лишь поощряли его и запрещали национальной армии, состоящей из хуту, вмешиваться в происходящее. Им разрешалось только обороняться в случае нападения. В ходе этих событий сильно пострадали и представители племени тва (по некоторым оценкам — в процентном соотношении даже больше, чем тутси), хотя они не являлись непосредственной мишенью геноцида. Помимо этого аналогичные события происходили и в Бурунди, где более 600 тысяч человек были вынуждены бежать в другие регионы страны, а 350 тысяч — за её пределы.
Сразу после начала геноцида Кагаме заявил, что он нарушит перемирие в случае, если убийства продолжатся. Его угроза была проигнорирована, и войска РПФ начали повторное наступление на Кигали. Они достаточно быстро заняли поселения на северо-востоке страны и оттеснили войска официального правительства на север, на территорию Уганды. Одновременно с этим началась французская операция Turquoise, благодаря которой удалось спасти около 15 тысяч жизней тутси. В июне РПФ начал сражение за Кигали. Город пал 4 июля 1994 года. Война официально завершилась, поскольку повстанцы контролировали почти всю страну.

#### Роль международного сообщества в событиях в Руанде
Пока геноцид ещё шёл, ООН по инициативе США приняла первую резолюцию под номером 918 с осуждением происходящего. Однако этого было явно недостаточно, особенно учитывая то, что в ней отсутствовало слово «геноцид» и не было призыва к преданию инициаторов события суду и международному осуждению. Помимо этого части ООН, (в частности введённые в страну в октябре 1993 года международные миротворческие силы под командование Ромео Даллера) не получили мандата на обеспечение защиты выживших тутси. Посол Египта и Генеральный секретарь ООН Бутрос-Гали выступил с осуждением первой резолюции. Он впервые назвал происходящее геноцидом, заявляя, что то, что «они не могут его остановить — это провал не только ООН, но и всего международного сообщества». К концу мая, по его данным, было не менее 400 тысяч убитых и 1,5 миллиона беженцев различных национальностей в самой Руанде. Генсек вынес ООН свой вердикт, что «замедленность реакции международного сообщества наглядно продемонстрировало его крайнюю неадекватность в том, что касается срочного реагирования на гуманитарные кризисы». Сержиу Виейра ди Меллу, бывший комиссар ООН по правам человека, назвал эту реакцию на геноцид «самым серьёзным актом предательства, когда-либо совершенным Организацией Объединённых Наций».
Послы Чехии, Испании и ряда других государств выступили с резким осуждением принятого документа. Первый из них, Карел Кованда, назвал происходящее «руандийским холокостом». Тогда ООН приняла новую резолюцию под номером 925, в которой было написано следующее: «С глубокой озабоченностью отмечая сообщения о том, что в Руанде имеют место акты геноцида, мы напоминаем в этой связи, что геноцид является преступлением, наказуемым по международному праву…». Сразу после этого США напрямую стали призывать к признанию происходящего «преступлением против человечности». В поддержке правительства Руанды, ответственного за это преступление, они напрямую обвинили Францию. В 1998 году правительство республики провело расследование, согласно которому признала ошибочность действий своих властей, но не признало их ответственности за геноцид. В 2008 году новое правительство Руанды обвинило Францию в том, что она тренировала ополчение, которое в будущем не давало тутси возможности дать врагу отпор.

### Последующие события. Бегство виновных хуту, конголезские войны и установление власти тутси
Многие хуту, включая непосредственных организаторов и исполнителей геноцида, бежали из страны, опасаясь мести за содеянное. Многочисленные лагеря беженцев были созданы на территории соседнего Заира. Здесь хуту страдали от голода и болезней, а также подвергались гонениям со стороны местного населения. Поэтому беженцы принялись вооружаться, дабы вернуться на родину.
В ответ войска РПФ, ставшие основной составной частью армии Руанды, вторглись на территорию соседа. Последующие несколько лет происходили стычки в Заире, в котором развернулось своё восстание под руководством Лоран-Дезире Кабилы. Эта война продолжалась вплоть до 1999 года: именно тогда пропаганда со стороны новой власти смогла убедить подавляющую часть хуту, что беженцы им враги.
Одновременно с этим Кагаме помог Кабиле свергнуть своего давнего врага — диктатора Мобуту Сесе Секо. Благодаря поддержке ряда стран «западного мира», которые не хотели господства СССР в регионе, этот насквозь коррумпированный правитель стал одним из самых могущественных людей в Африке. Для Кагаме изначально казалось абсурдным нападение на такого сильного противника, однако режим Мобуту на деле уже трещал по швам. Кагаме обвинял Мобуту в поддержке беженцев, которых он «принял как близких друзей», и в преследовании тутси в Заире. Поддержанная руандерами, группировка Кабиллы, практически не встречая сопротивления, оккупировала всю территорию государства. Мобуту бежал. Новое правительство переименовало страну в Демократическую Республику Конго (ДРК).
Позже, когда Кагаме и Кабила разорвали отношения с инициативы первого, началась так называемая «Великая африканская война», которая закончилась лишь в 2003 году. В ходе неё погибли миллионы человек, а экономике был нанесён ущерб на десятки миллионов долларов. Согласно расследованию ООН, в ходе этой войны власти Руанды неоднократно устраивали резню хуту в лагерях беженцев и совершали другие преступления против человечности.
При содействии ООН власти организовали Международный трибунал по Руанде, который возложил ответственность за произошедшее на правительство хуту. Начался период примирения и восстановления старой системы власти и традиционных местных и деревенских судов. Начиная с 2000 года, когда Пастер Бизимунгу ушёл с поста, оставив его Кагаме, экономика, ВВП и ИЧР достаточно быстро растут.
Установленный Полем Кагаме политический режим сравнивают с сингапурским на местном и международном уровне, а также характеризуют как первую в Африке «диктатуру развития». По словам самого Кагаме, «он не приемлет классический вариант западной демократии, ведь она бесполезна для страны, где большая часть населения чуть не прикончила меньшую». На двух президентских выборах в 2003 и 2010 годах Кагаме одержал победу с более чем 90 % голосов, при этом международные наблюдатели называли выборы не совсем честными и не в полной мере соответствующими международным стандартам. В 2015 году Кагаме обнулил президентские сроки посредством референдума и вновь принял участие в выборах, одержав в них лёгкую победу.

### Эпидемия лихорадки Марбург
В 2024 году в Руанде были замечены вспышки вируса Марбург, печально известного своей летальностью (в среднем 50 %). Чтобы уничтожить вспышку вируса Марбург, Россия передала лаборатории прямо в машинах.

### Конфликт с ДР Конго
В 2022 году М23 начало активные боевые действия в провинции Киву. Руанда предположительно поддержала повстанцев. Из-за этого 25 января 2025 года ДР Конго приостановила дипломатические отношения с Руандой. Разрыв отношение произошло из-за начала наступления на Гому. 30 января город пал. 5 февраля 2025 года Руанда и М23 начали продвижение в сторону города Букаву, а уже 16 февраля город пал.

## Государственное устройство

### Исполнительная власть
Согласно не изменённым параграфам принятой в 2003 году конституции Руанда является суверенной, демократической и социальной республикой с президентской формой правления. Президент Руанды является главой государства, осуществляющим исполнительную власть при содействии правительства. Он выступает гарантом национального единства и территориальной целостности государства. Президент обладает широкими полномочиями, в частности назначает премьер-министра республики и по его предложению — других министров; является представителем республики на переговорах с иностранными государствами; с разрешения национального собрания объявляет войну и подписывает перемирие, являясь при этом главнокомандующим армии; утверждает и публикует законы, имея право вето; имеет право на помилование.
Президент избирается прямым тайным голосованием по мажоритарной системе в один раунд выборов сроком на пять лет не более 2 раз подряд. С апреля 2000 президент — Поль Кагаме. Он был избран впервые в 2003, позже в 2010. В 2015 на референдуме были обнулены президентские сроки, и Кагаме в третий раз вступил в должность, имея право быть избранным ещё два раза и представлять страну до 2034 года.

### Законодательная власть
Руандийская система правительства построена по аналогии с германской и бельгийской, чьей колонией Руанда ранее была. Парламент Руанды состоит из двух палат и носит название «Национальная ассамблея». Члены национальной ассамблеи называются депутатами. Они избираются прямым голосованием сроком на 5 лет. Нижняя палата — Палата депутатов (руанда Umutwe w'Abadepite, также иногда используется название «Национальное собрание») — рассчитана на 80 мест. Треть (24) из них должна принадлежать женщинам. На последних выборах в 2018 году они заняли более половины мест — 49, это первое место в мире, всего стран с большинством женщин в парламенте в мире лишь три. Ещё 53 человека избираются по пропорциональной системе, 3 принадлежат к юношеским организациям. Верхняя палата — Сенат — состоит из 26 членов. 8 из них назначаются президентом, 12 назначаются местными советами, 2 избираются, остальные 4 назначаются организациями. 10 женщин, 16 мужчин. Срок — 8 лет.

#### Политические партии
Руанда является многопартийной республикой. По принятой в 2003 году конституции парламентские партии могут быть сформированы свободно при условии, что они уважают национальное и территориальное единство государства. В стране действует (и представлены в парламенте) 6 основных политических партий:
- Демократическая зелёная партия[англ.] (зелёные);
- Либеральная партия (либерализм, национал-демократия);
- Партия прогресса и согласия[англ.] (консерватизм, находится в официальной коалиции с президентской);
- Социальная партия Имберакури (социализм);
- Руандийский патриотический фронт (руандийский национализм, национал-консерватизм. Партия президента Кагаме, ранее военная организация);
- Социал-демократическая партия[англ.] (социал-демократия).

### Судебная власть
Согласно конституции, судебная власть отделена от других ветвей, и президент выступает как гарант этого, хотя и имеет право назначать магистратов по предложению совета и назначаемого самим президентом министра юстиции. По оценкам международной правозащитной организации Human Rights Watch в стране был достигнут высокий уровень правосудия, в частности они похвалили правительство за следование международным стандартам и введение моратория на смертную казнь. Однако они же выразили недовольство из-за случаев вмешательства в судебную систему и давления на судей.
Согласно конституции, судебная власть в зависимости от правонарушения осуществляется различными органами: кантонскими (местными) судами, судами первой инстанции, апелляционными и кассационными (последние рассматривают жалобы на решения низ лежащих судов) судами. В 2011 году для ускорения рассмотрения большого количества дел правительство приняло решение об организации коммерческих судов, которые находятся в частных руках, но тем не менее, должны следовать общей конституции страны. В следующем году отменили систему традиционных судов Гачача, которые появились в стране после введения закона 2001 года для того, чтобы разбирать многочисленные дела об убийствах и прочих правонарушениях, совершённых в ходе геноцида.

#### Антикоррупционное законодательство
Международные организации хвалят Руанду за низкий уровень коррупции, особенно по сравнению с соседями. В индексе восприятия коррупции организации Transparency International страна находится на 49 месте (чем выше — тем лучше, для сравнения — соседняя Уганда на 142, а Бурунди — на 165). Существует специальная должность омбудсмена (англ. Ombudsman of Rwanda, руанда rw'Umuvunyi), который следит за исполнением антикоррупционного законодательства. Все властвующие лица, включая президента, обязаны публично заявлять о своих богатствах и недвижимости. Экономические и политические институты, по оценке специалистов, развиты до высокого уровня.

### Права человека
16 статья конституции Руанды напрямую запрещает какую-либо дискриминацию, а принятый в 2008 году закон ввёл в стране строгое уголовное наказание за попытку представлять интересы только одной нации и в особенности — за отрицание геноцида. По мнению критиков Кагаме и международных правозащитных организаций Amnesty International и Human Rights Watch, это сделало из республики де-факто однопартийное государство из-за того, что «новое правительство не приемлет никаких форм инакомыслия».
Та же Human Rights Watch критикует правительство Руанды за «произвольные задержания критиков режима». Правительство Кагаме крайне жёстко отреагировало на угрозу глобальной пандемии Covid-19 в стране, введя тотальный карантин более чем на 6 месяцев. Из-за отсутствия в стране хорошего доступа к интернету и профессиональных средств связи дети пропустили многие занятия, что, по мнению специалистов из HRW, может крайне негативно сказаться на их дальнейшей жизни.
В 1992 году в Руанде учреждена организация «Твесе Хамве в защиту женщин» (суахили Pro-Femmes Twese Hamwe), которая сыграла важную роль в расширении участия женщин в управлении страной после геноцида.

#### ЛГБТ
На тему гомосексуальности и её публичное обсуждение в Руанде наложено табу, что связано с традициями хуту, тутси и христианства. Однако при этом сами однополые отношения не являются запретными, а некоторые чиновники неофициально выражают поддержку ЛГБТ-движению в стране. Кроме того Руанда является одной из 8 стран мира, в которой однополые отношения никогда не были криминализированы.

### Государственные символы
Использование и внешний вид основных государственных символов страны — флага, герба и гимна — регулирует третья статья конституции Руанды.
Первую версию государственного флага утвердило правительством хуту ещё до независимости 28 января 1961 года. Она представляла собой вертикальный триколор, состоявший из красной, жёлтой и зелёной полос — панафриканских цветов. Позже, чтобы флаг можно было отличить от идентичного флага Гвинеи, на него добавили букву R чёрного цвета, которая одновременно символизировала название страны, революцию и референдум об упразднении монархии. Современный же флаг Руанды является символом национального единства страны. Правительство Кагаме приняло его взамен старого, объявленного символом экстремизма, флага 30 декабря 2001 года. На нём изображены голубое небо и залитая солнцем пышная растительность страны. Дизайн флага разработал Альфонсо Киримобенечьо.
Государственный герб был принят через сутки после флага, 31 декабря 2001 года. Он представляет собой щит с солнцем, сорго, кофейным кустом, корзиной, шестернёй и двумя щитами. По окружности герба располагается зелёное кольцо. Щиты символизируют патриотизм, защиту национальной и государственной свободы и идентичности. Зелёное кольцо является символом промышленного развития страны через упорный труд. Над ним и под ним расположились две надписи на киньяруанда — Republika y’u Rwanda (с руанда — «Республика Руанда») и Ubumwe, Umurimo, Gukunda igihugu (с руанда — «Единство, Работа, Патриотизм») соответственно.
Первую версию гимна страны утвердили в 1962 году, вскоре после того, как Руанда добилась независимости от Бельгии. Она получила название Rwanda Rwacu (с руанда — «Наша Руанда»). Кагаме и РПФ, одержав победу в гражданской войне, заменили этот гимн на новый, получивший название Rwanda Nziza (с руанда — «Прекрасная Руанда»). С целью найти автора слов и музыки правительство страны организовало конкурс, на котором победили сидевший на тот момент за решёткой Фостен Муриго, ставший автором слов, и руководитель оркестра национальной армии Жан-Боско Хашакаймана, который написал музыку для гимна. Он был официально утверждён 1 января 2002 года.

## Административное деление
Руанда является унитарным государством. С 1 января 2006 она подразделена на 5 провинций (руанда intara), которые делятся на 30 районов (дистриктов; руанда akarere), делящихся на 416 секторов (руанда umurenge), состоящих из 2148 ячеек (руанда akagali), включающих в себя 14 837 отдельных населённых пунктов (руанда umudugudu) или их частей.
| Карта  | Провинция | Адм. центр | Пл., км² | Население, чел. (2012) | Плотн., чел./км² | Кол. р-нов | Кол. сктр. |
| ------ | --------- | ---------- | -------- | ---------------------- | ---------------- | ---------- | ---------- |
|        | Восточная | Рвамагана  | 9458     | 2 595 703              | 274,445          | 7          | 95         |
|        | Западная  | Каронги    | 5882     | 2 471 239              | 420,136          | 7          | 96         |
|        | Кигали    | Кигали     | 730      | 1 132 686              | 1551,625         | 3          | 35         |
|        | Северная  | Гичумби    | 3276     | 1 726 370              | 526,975          | 5          | 89         |
|        | Южная     | Ньянза     | 5963     | 2 589 975              | 434,341          | 8          | 101        |
| Всего: | Всего:    | Всего:     | 25 309   | 10 515 973             | 415,503          | 30         | 416        |

## Население
Жители страны называются руандэрами (руанда Ruander). Численность населения согласно переписи 2012 года составляет 10 515 973 человека; согласно оценке ЦРУ 2021 года — 12 943 132. За последние десять лет уровень фертильности снизился с 5,6 на женщину до 4,5 благодаря правительственному контролю над рождаемостью, которое заключается в основном в пропаганде применения противозачаточных средств, а также в связи с общемировой тенденцией снижения идеального размера семьи. Помимо этого в стране увеличился уровень образования (особенно среди женщин) и уровень доступа к соцсетям. Несмотря на это уровень рождаемости остаётся достаточно высоким, что опасно ввиду и без того высокой плотности населения. Средний прирост оценивается в 1,8 % (52 место в мире), рождаемость — 27,18/1000 (39), смертность — 5,95/1000 (161, в 2000 году была 20,95/1000).
В стране находится около 160 000 беженцев из других стран, в основном из ДРК, где идёт непрекращающаяся война, или Бурунди. Согласно рекомендации УВКБ ООН беженцы из самой Руанды, покинувшие страну во времена господства хуту или после перехода власти к РПФ, могут вернуться на родину, однако значительная их часть остаётся в соседних государствах, ввиду того, что опасаются преследований по возвращении. Миграционный рейтинг — −3,27/1000 (184 место в мире).
По возрастной структуре — 40 % до 14 лет, 20,1 % — 15-24, 33 % — 25-54, 4,24 % — 55-64 и лишь 2,65 % населения старше 65 лет по оценке на 2020 год. Соотношение мужского населения к женскому — 0,96/1, тенденция соответствует общемировой — несколько больше рождается мальчиков, а с возрастом больше становится женщин. В целом население достаточно молодое — средний возраст человека в Руанде составляет 19,7 лет, 18,9 у мужчин и 20,4 у женщин (199 место в мире).
Ожидаемая средняя продолжительность жизни резко возросла за последние 20 лет — с 39,3 лет (38,5 у мужчин и 40,13 у женщин) в 2000 году до 65,5 лет (63,55 у мужчин и 67,47 у женщин) в 2021. Заражённость вирусом иммунодефицита (ВИЧ) по оценке на 2019 год —.2,9 % (19 место в мире, 230 000 человек).
Грамотность населения по оценке на 2019 год составляет 73,2 % — 77,6 % у мужчин, 69,4 % у женщин, что сильно превышает показатели 1996 года — 60,5 % (69,8 у мужчин и 51,6 у женщин).
Изначально во внедрённых бельгийцами паспортах была указана национальность каждого человека. Позже было запрещено указывать свою национальность в паспорте. Вместо этого писалось лишь одно слово — «руандер». В действующей конституции закреплено право каждого человека на возможность указания своей национальности, тем не менее не являющееся обязательным, и на возможность защиты от дискриминации по ней. Правительство так или иначе всегда признавало присутствие в стране трёх основных этнических групп:
- Хуту. В Руанде составляют около 84 % населения на 2012 год. Принадлежат к народу банту, иммигрировали с юга и севера. Высокорослые негроиды с широкими скулами и большими тёмными глазами[243].
- Тутси. По разным данным родственники нило-кушитов, оромо[244] (по устаревшему произношению — хамитов[245]) или банту, как и хуту, также пришедшие с ними с юга[246]. Составляют 15 % населения страны на 2012 год. Обладают тёмно-коричневой кожей. Высокорослые, на длинных ногах[247].
- Тва. По происхождению — пигмеи. Составляют около 1 % населения страны (общая численность пигмеев — не более 500 000 человек, около 0,05 % от населения континента на 2012 год). Считаются потомками древнейших племён Африки[248] и самыми первыми людьми на территории Великих Африканских озёр[35]. Живут по-прежнему в кланах — небольших родоплеменных группах из 2-3 семей. Тёмная кожа желтоватого оттенка, голова крупная, при этом сами тва достаточно низкорослые (примечательно то, что тутси считаются одним из самых высокорослых людей на планете, а пигмеи тва — наоборот). Эта нация стоит на самых нижних ступенях социальной лестницы и не играет высокой роли в повседневной жизни страны[248].

### Языки
Киньяруанда был принят основным и официальным языком одновременно с независимостью страны в 1962 году. Одновременно с этим языком был достаточно широко распространён французский как язык бельгийских колонизаторов. Во второй половине 1990-х годов, после возвращения власти тутси, вернулось значительное количество беженцев, которые принесли с собой английский, государственный язык Уганды. Национальным языком по конституции является киньяруанда. Помимо него официальным языком в 2003 году был объявлен французский. Конституция 2015 года добавила английский, а также суахили к официальным языкам страны, второй был введён как обязательный предмет в школьной программе. Английский используется как основной язык обучения в высших учебных заведениях страны, он же распространён среди беженцев из соседних стран и тех, кто живёт на границах.
По данным ЦРУ, в 2002 году на киньяруанда способны были общаться 93,2 % населения. На каждом из других официальных языках говорило менее 1 % населения, ещё около 6,3 % общалось на других языках.

### Религия
Согласно конституции Руанда является светским государством, в котором запрещена дискриминация на религиозной почве, как и любая другая, а также гарантирована свобода вероисповедания. Исходя из переписи 2012 года основные религии страны относятся к христианским — протестантизм и католицизм. Протестантизм исповедует около 49,5 % населения, наиболее распространённая ветвь — адвентисты (11,8 %), остальные были отнесены правительством в ходе проведения оценки к прочим. Католичество исповедует около 43,7 % населения страны, 2 процента назвали себя мусульманами, а 0,9 % возводят свою религию к традициям руандийского народа. 1,3 % не определились с ответом. Ещё 2,5 % заявили о том, что не исповедуют никакую религию. Однако по данным этнографов, на которые ссылается Институт Африки РАН, в жизни больше половины руандеров гораздо большую роль занимает «Имана», нежели традиционный Бог. Согласно ним, у каждого народа Африки есть свой «Имана», Само это слово имеет арабские корни и означает «вера», однако у африканских племён из-за традиций суахили оно стало синонимом традиционных верований предков. Персонализация богов у каждого конкретного народа может различаться, однако все религии представляют собой политеизм — совокупность из бога-творца и приближённых к нему предков и героев народа. Для тутси подобным высшим божеством является Риянгомбе — небесный вождь и хранитель. Пигмеи тва чтят духов леса и животных, которые даруют им еду и кров.

### Урбанизация
По данным переписи 2012 года процент урбанистической популяции страны составил ≈ 16,524 % (1 737 684 из 10 515 973), что чуть ниже показателя предыдущей переписи 2002 года — ≈ 16,69 % (1 362 312 из 8 162 715), но значительно выше результатов переписей 1991 — ≈ 5,466 % (391 194 из 7 157 551) и 1978 года — ≈ 4,61 % (222 727 из 4 831 527). По оценочным данным на 2020 год доля городского населения Руанды могла составлять 17,4 % со средним ростом в 2,86 %, но с прогнозом увеличения до 35 % к 2024 году. Население главного города и столицы страны — Кигали — по оценочным данным на 2021 год составляет около 1 170 000 человек (единственный город-миллионник в стране), при этом к 2050 году это число может составить 3,8 миллиона человек.

## Экономика

### Историческая ретроспектива
Когда Бельгия правила этой территорией, она активно налаживала в стране сельское хозяйство, однако после ухода бельгийцев новое правительство экономикой практически не занималось. В 2000 году Руанда представляла собой бедную аграрную страну. Её и без того слабо развитую экономику очень сильно подкосили гражданская война и геноцид. ВВП тогда составлял лишь 5,9 миллиарда долларов (720 долларов на душу населения). При этом уже тогда лишь 44 % этого ВВП составляли доходы от сельского хозяйства — 20 % приносило производство, а 36 % — сфера услуг, в которой было занято менее 10 % населения. Внешняя торговля также была крайне мала — 70,8 миллиона долларов на экспорт и 242 миллиона — на импорт. Бюджет страдал от дефицита в более чем 50 % от ВВП, а инфляция достигла рекордных цифр — стоимость руандийского франка к доллару США составляла 350/1.

### Современное состояние
На 2021 год Руанда продолжает оставаться достаточно бедной аграрной страной, однако в её экономике наблюдается быстрый рост — начиная с 2003 года её ВВП растёт на 6-8 % в год (6,1 % в 2017 году), а инфляция опустилась до 3,3 % в 2019 году (в 2018 она и вовсе была отрицательной). Одной из основных проблем для экономики является высокая плотность населения (почти 500 человек на квадратный километр) и малый уровень урбанизации, а также политическая нестабильность в соседних странах, которая мешает разработке частного сектора экономики. Бюджет всё ещё находится в дефиците, однако он составляет лишь 4,3 % от ВВП на 2017 год.
Размер ВВП, рассчитанный по паритету покупательной способности — 33,445 миллиарда долларов на 2020 год (около 2641 доллара на душу населения). При этом сфера услуг составляет 51,5 % от этого числа, 30,9 % составляет сельское хозяйство и лишь 17,6 % — промышленность, составляющего значительную часть экспорта сельскохозяйственной продукции]]Основными источниками иностранной валюты являются активно разрабатываемые (и незаконно добываемые на территории соседней ДРК) полезные ископаемые, а также туризм и экспорт кофе и чая. Помимо этого правительство активно привлекает в страну иностранные инвестиции (нередко за ними в соседние страны направляется сам президент Кагаме, который ведёт переговоры с крупными бизнесменами в США и странах западной Европы). Кредитный рейтинг страны — B+.
За чертой бедности ныне живёт около 39 % населения страны, что значительно ниже показателей начала века — 57 % на 2006 год. Средний уровень безработицы в стране составляет 20,5 % (18,8 % у мужчин и 22,4 % у женщин).
В стране выращиваются бананы (включая их крупный вариант плантан), бататы, маниок, бобы, кукуруза, тыквы и таро, а большое количество выращиваемого скота даёт много молока.
Значительная часть промышленных мощностей занята в переработке сельскохозяйственной продукции. Помимо этого производятся цемент, канцтовары, мыло, фурнитура, обувь, текстиль, пластиковая посуда и сигареты.

### Внешняя торговля
Объём экспорта в 2017 году оставил 1,05 миллиарда долларов (против 745 миллионов в 2016). Объём импорта — 1,922 миллиарда долларов (2,036 миллиарда в 2016).
Основными статьями экспорта на 2019 год являются золото, переработанная нефть, кофе, чай и жесть. Импортируются, главным образом, нефтепродукты, золото, сахар, медикаменты и средства связи.
Основными потребителями руандийского экспорта на 2019 год являются ОАЭ (35 %), ДРК (28 %) и Уганда (5 %). Бо́льшая часть импорта поступает из Китая (17 %), Кении (10 %), Танзании (9 %), ОАЭ (9 %), Индии (7 %) и Саудовской Аравии (5 %).

## Транспорт

### Воздушный транспорт
Воздушный транспорт традиционно играет важную роль в развитии Руанды. В стране есть 9 аэропортов (7 функционирующих на 2015 год, 171 место в мире), 4 из которых имеют полосы с твёрдым покрытием. Самый крупный из них, международный аэропорт Кигали, расположившийся в районе Каномбе, в 8 км от столицы, рассчитан на перевозку до 500 000 пассажиров в год (при этом если в 1995 аэропорт провозил лишь 9000 пассажиров, то в 2009 их количество увеличилось до 267 тысяч). Основным перевозчиком является национальная государственная авиакомпания «Руандэр» (руанда Ruander, дословно — «житель Руанды»), однако в стране также функционируют частные и международные авиалинии. В 2018 году ежегодный трафик составил около 1 миллиона 70 тысяч человек.

### Железнодорожный транспорт
Железные дороги в стране полностью отсутствуют, однако идёт разработка проекта дороги, которая соединит Кигали и город Исака в Танзании. В Исаке находится открытый в 2000 году перевалочный терминал для грузов, идущих в Руанду.

### Автотранспорт
Через Руанду проходит транс-африканский автодорожный маршрут  шоссе Лагос-Момбаса. Автотранспорт является основным средством перевозок в Руанде. В стране находится одна из самых густых в Африке сетей автодорог, которая покрывает всю территорию страны. Здесь существует четыре главных автомагистрали, которые, вместе со своими ветвями, обеспечивают связь со всеми населёнными пунктами страны, а также с соседними и не только государствами — Бурунди, Угандой, Танзанией, Кенией и ДРК. Члены международных компаний и сообществ, а также туристы обслуживаются хорошо развитой автобусной сетью. Размер автопарка достаточно быстро растёт — если в 1995 году было только 28 тысяч машин, то в 2006 — уже 66 тысяч, из которых около половины являются автобусами и легковым транспортом.

## Образование

### Историческая ретроспектива
Школы, в их современном понимании, появились в Руанде лишь с приходом европейских колонизаторов. Эти школы были церковными, их открыли миссионеры с целью евангелизации населения и подготовки профессиональных кадров в руководство страны. До этого основное образование ребёнку давали родители, а также существовали занятия, называвшиеся аматореро (дословно — «ночные бдения»), на которых детей учили ремёслам и военному делу.
В 1922 году была учреждена комиссия по организации образования. Была введена система субсидируемых школ, возникшая благодаря соглашению колониальной администрации и католической церкви. К 1960 году около 40 % детей посещало школы и начинало получать начальное образование (при этом многие заканчивали лишь 1 или 2 класса), однако менее 2 % из них потом шли в средние или профессиональные учебные заведения.
К началу периода независимости 90 % населения страны было неграмотно. В сфере образования усилился государственный контроль, было создано соответствующее министерство, многие школы были национализированы: образование стало светским. За 20 лет количество безграмотных снизилось до 50,3 %. В 1985 году был принят закон об обязательном и бесплатном общем образовании для всех детей с 7 до 15 лет. Но к 1999 году 47 % людей в стране всё ещё не имели достаточного образования (во многом из-за того, что после событий начала 90-х всем системам страны, в том числе и системе образования, необходимо было восстановится после гражданской войны и геноцида).

### Современное состояние
Современная система образования строится на принятом в 2003 году документе «Политика в сфере образования». Согласно этому документу, соответствующая международным стандартам сфера образования является одним из ключевых факторов в борьбе с безработицей и бедностью населения. Она включает в себя дошкольное воспитание, начальную и среднюю школы, профессиональное обучение и высшее образование. Существовавшая ранее франкофонная система образования, основанная на бельгийской модели, была упразднена после возвращения в страну беженцев из англоязычных стран и заменена на смешанную систему, состоящую из франкофонии и англофонии.

#### Дошкольное и начальное образование
До 1991 года государственной и частной системы дошкольного образования в стране не существовало в принципе — воспитанием детей и подготовкой их к школе занимались или родители, или организации, созданные на общественных началах. В 1991 году в соответствующем министерстве появилось отделение дошкольного образования, которое существует и занимается в основном подготовкой учителей. В остальном его роль ограничена лишь контролем за соблюдением законодательства — подавляющая часть учреждений дошкольного образования находятся в частной или общественной собственности. За десять лет их количество увеличилось в четыре раза. На 2012 год в них училось около 97 тысяч детей из 2 миллионов подходящих по критериями, однако к 2022 году их количество, при сохранении темпов развития, может удвоится.
Начальное же образование, длящееся 6 лет, является бесплатным и обязательным для всех детей. При этом не везде это требование выполняется. Обучение длится 10 месяцев, с сентября по июль. Программа определяется государственными законами и была сильно расширена после установления власти РПФ с упором на права человека и национальное единство.
Первые три класса обучение ведётся на национальном языке киньяруанда. В 4 классе дети и их родители сами выбирают язык, на котором собираются продолжать обучение. При этом Руанда пошла по системе многоязычия — остальные государственные языки преподаются в качестве дополнительных предметов. За 10 лет с 2002 по 2012 год количество средств, выделяемых на начальное образование, выросло в 6 раз. Количество учреждений сейчас превышает показатели до геноцида, в ходе которого были разрушены 600 школ и не вернулись на работу до 3 тысяч учителей.

#### Среднее образование
Среднее образование продолжается 6 лет, завершается экзаменами.

#### Профессионально-техническое обучение
В стране насчитывалось 22 государственные и 16 частных технических школ, а также 6 техникумов и 79 центров профессионального обучения.

#### Высшее образование
Число студентов резко возросло в 1995—2009 годах, но охват высшим образованием молодёжи соответствующего возраста в 2005 году составлял только 3 %. Если в 1995—1996 годах в Руанде было 3948 студентов (все в государственных вузах), то в 2010 году насчитывалось 62 736 студентов в государственных и частных вузах. Финансовую поддержку государства в 2008 году получили 15 710 студентов. Образование двухступенчатое — бакалавриат и магистратура. Также государственные вузы предлагают получить за 3 года национальный диплом по ускоренной программе по ветеринарии, медицине, технологии и педагогике, что не приравнивается к бакалавриату и примерно соответствует младшему специалисту в РФ, Украине.

## Наука
В Руанде действуют Институт агрономических исследований в Бутаре (основан в 1932 году) с 6 филиалами в других городах страны, Институт мирного диалога (с 2002 года), также научная работа преимущественно прикладного характера ведётся в большинстве вузов.

## СМИ
Государственная телерадиокомпания ORINFOR (l’Office rwandais d’information — «Управление руандской информации»), имеет телеканал RTV (Rwandan Television — «Телевидение Руанды») и радиостанцию (Radio Rwanda).

## Архитектура
Народное жилище преимущественно круглое, ульевидное. Каркас домов состоит из жердей, оплетённых ветвями, камышом и травой. Внутри глиняные стены жилищ расписаны геометрическими узорами. Зонирование внутреннего пространства осуществляется с использованием узорных матов.
Хижины одной семьи располагаются обособленно, двором, рядом с зернохранилищем и хижиной «духов предков». Двор ограждён.
Поселения обычно располагаются на вершинах и по склонам холмов.
Современные дома прямоугольные, из кирпича, под двускатной черепичной крышей, с верандой и окнами.
Городское строительство мало развито.

## Вооружённые силы
Общая численность 35—45 тысяч человек (по разным данным), в том числе около 7 тысяч составляет жандармерия, а 1 тысячу ВВС. Комплектование на добровольной основе, призывной возраст — 18 лет. Расходы Руанды на оборону в 1990 году составили 3,75 % ВВП, в 2000 году — 3,53 % ВВП, а в 2010 году — 1,91 % ВВП.

### Комментарии
1. ↑  Названия «княжество» и «королевство» для государств Чёрной Африки являются весьма условными, поскольку на данной территории существовали скорее родоплеменные образования
2. ↑  Принятый в историографии термин
3. ↑  Данное определение в будущем использовалось неоднократно[155], в том числе в названиях[156]. Российский историк геноцида Кривушин в своей работе пишет, что называть это событие словом «холокост», под которым подразумевается обычно государственный геноцид, не совсем корректно, поскольку в нём принимала участие подавляющая часть население, а не созданные государством отряды по типу СС[157].
4. ↑  Ранее на 7 лет.